# Penium libellula
Penium libellula là một loài Song tinh tảo trong họ Desmidiaceae, thuộc chi Penium.